# Холоднянське
Холоднянське — селище в Україні,у Черкаському районі Черкаської області, у складі Тернівської сільської громади. У селі мешкає 972 людей.